# Hoghilag, Sibiu
Hoghilag (în dialectul săsesc Halwelajen, Halvelâjn, în germană Halvelagen, Halwelagen, Halwelegen, Halwelägen, Helvlegen, Halwlagen, în maghiară Holdvilág, Nagyholdvilág) este satul de reședință al comunei cu același nume din județul Sibiu, Transilvania, România.

## Așezare
Localitatea este situată la 79 km de municipiul Sibiu și la 2 km de orașul Dumbrăveni, oraș prin care trece DN14 Sighișoara-Sibiu.

## Istoric
Cea mai veche atestare documentară a localității este într-un document din 1335, care se referă la un preot, pe nume Johannes, din Archidiaconatul Târnavei.
În jurul anului 1900 mare parte din locuitorii sași au emigrat în SUA, în special pentru a lucra în oțelăriile și fabricile de mezeluri din Chicago și Detroit.
Orga bisericii din Hoghilag, construită în 1810 de Samuel Joseph Maetz, a fost restaurată în Germania, și apoi mutată la Academia de Muzică din Cluj.

## Personalități
- Martin Kelp (1659-1694), pedagog

## Vezi și
- Biserica evanghelică din Hoghilag

## Imagini

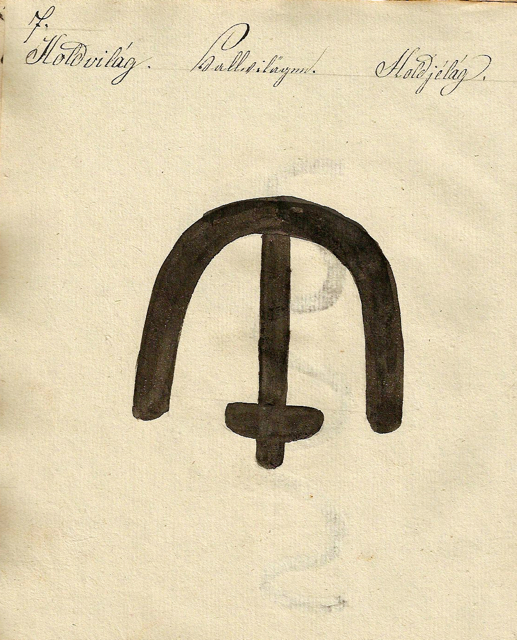
1826 - Danga pentru vitele din Hoghilag
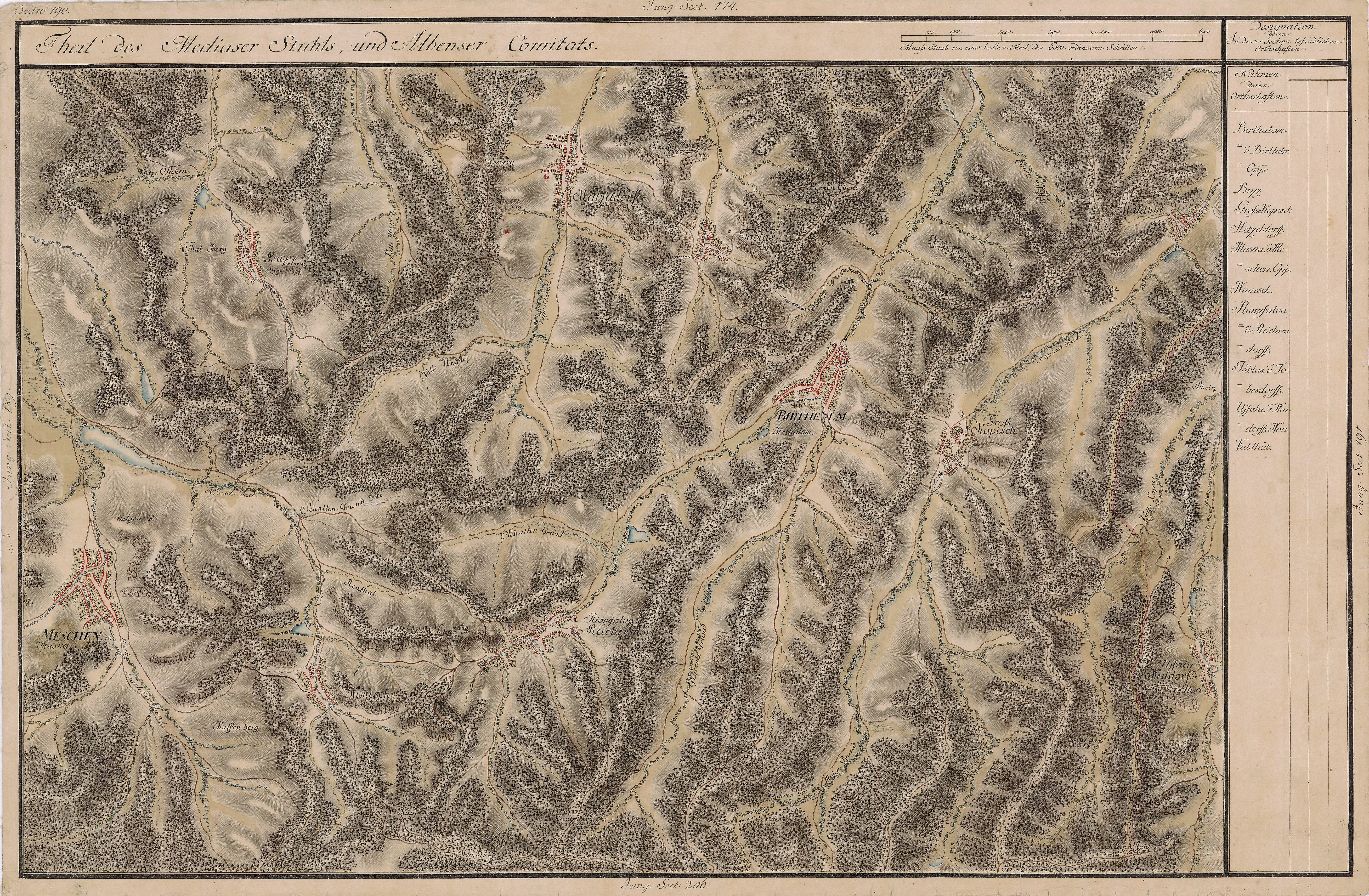
Hoghilag în Harta Iosefină a Transilvaniei, 1769-1773
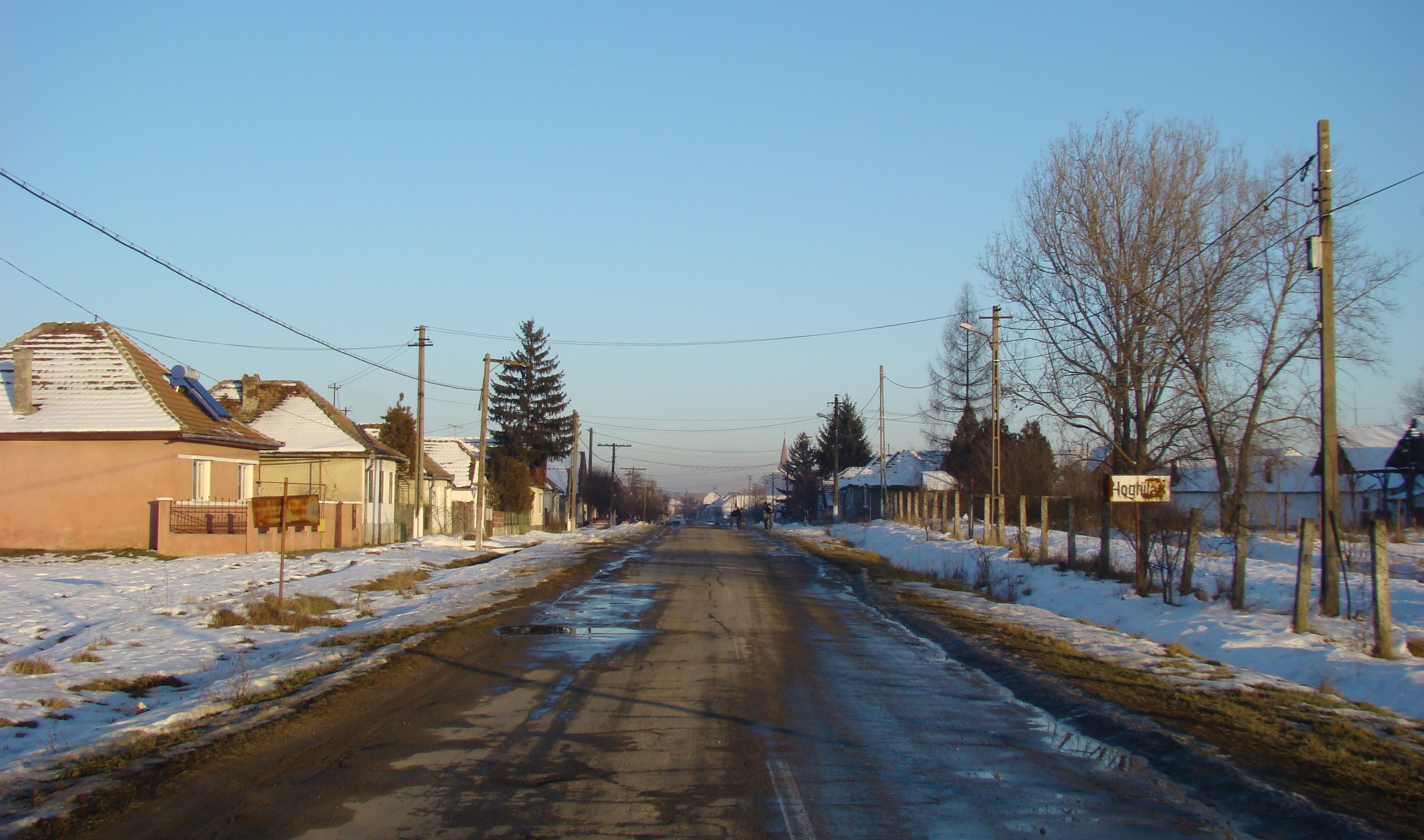
Intrarea în localitate
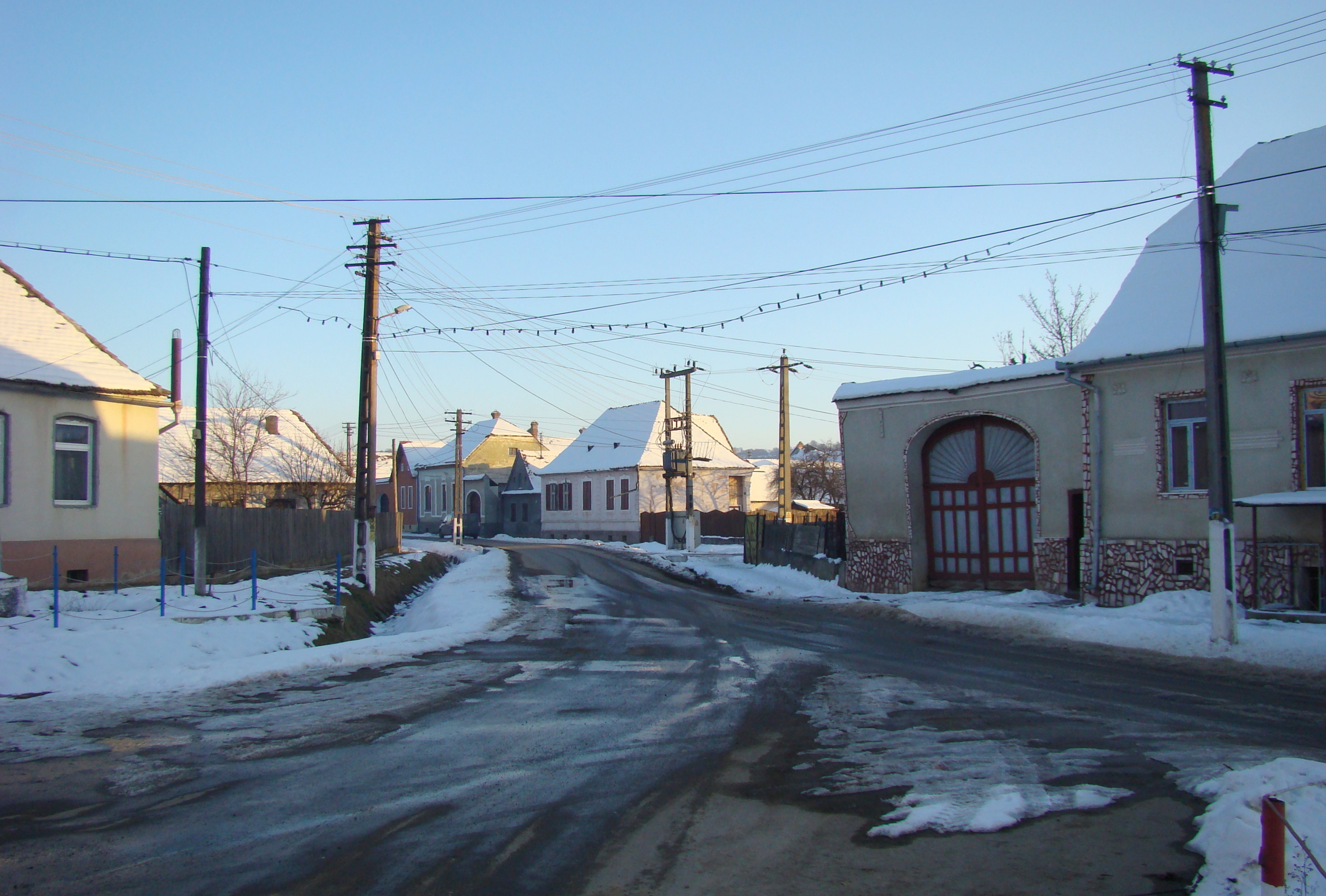
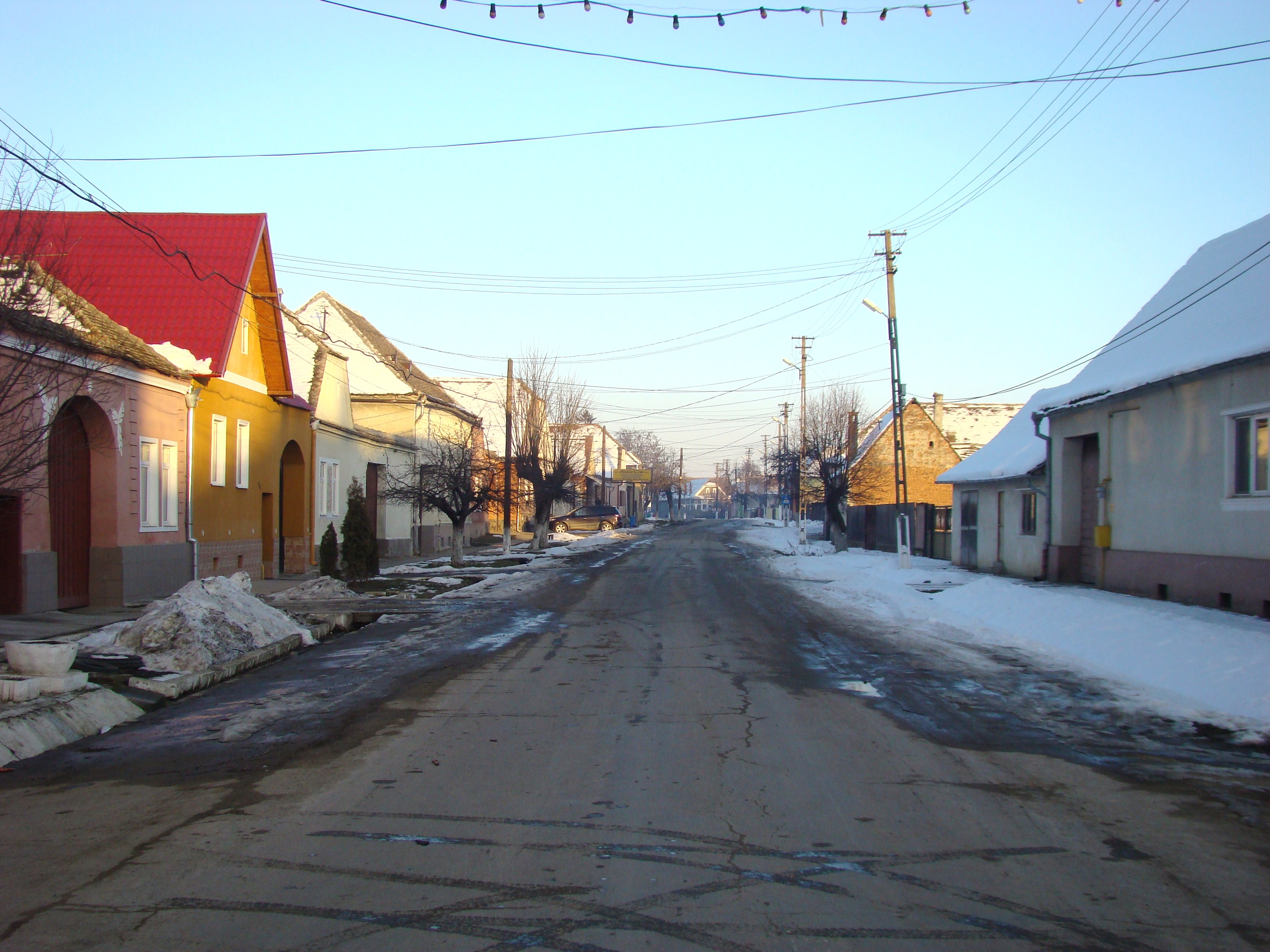
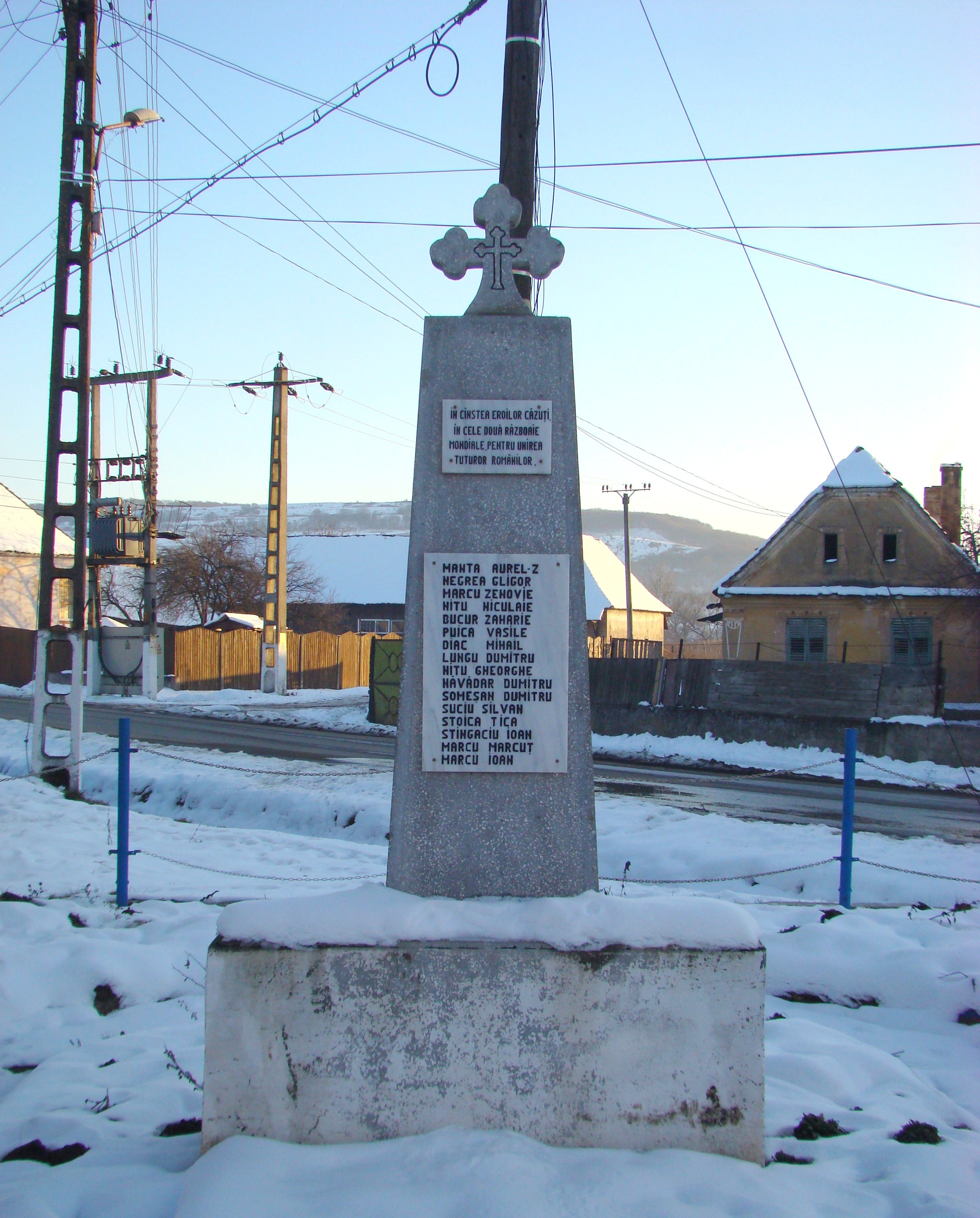
Monumentul Eroilor
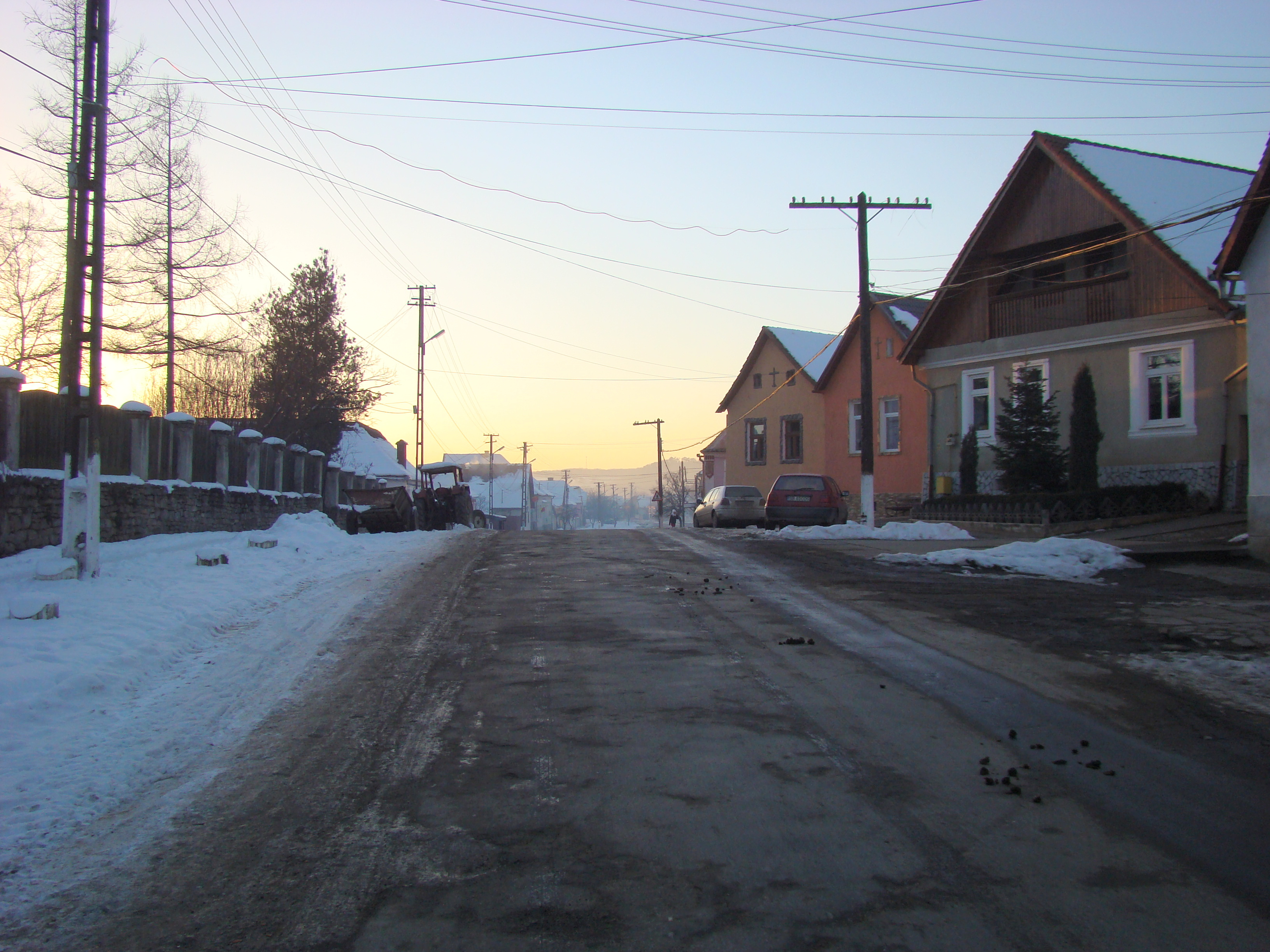
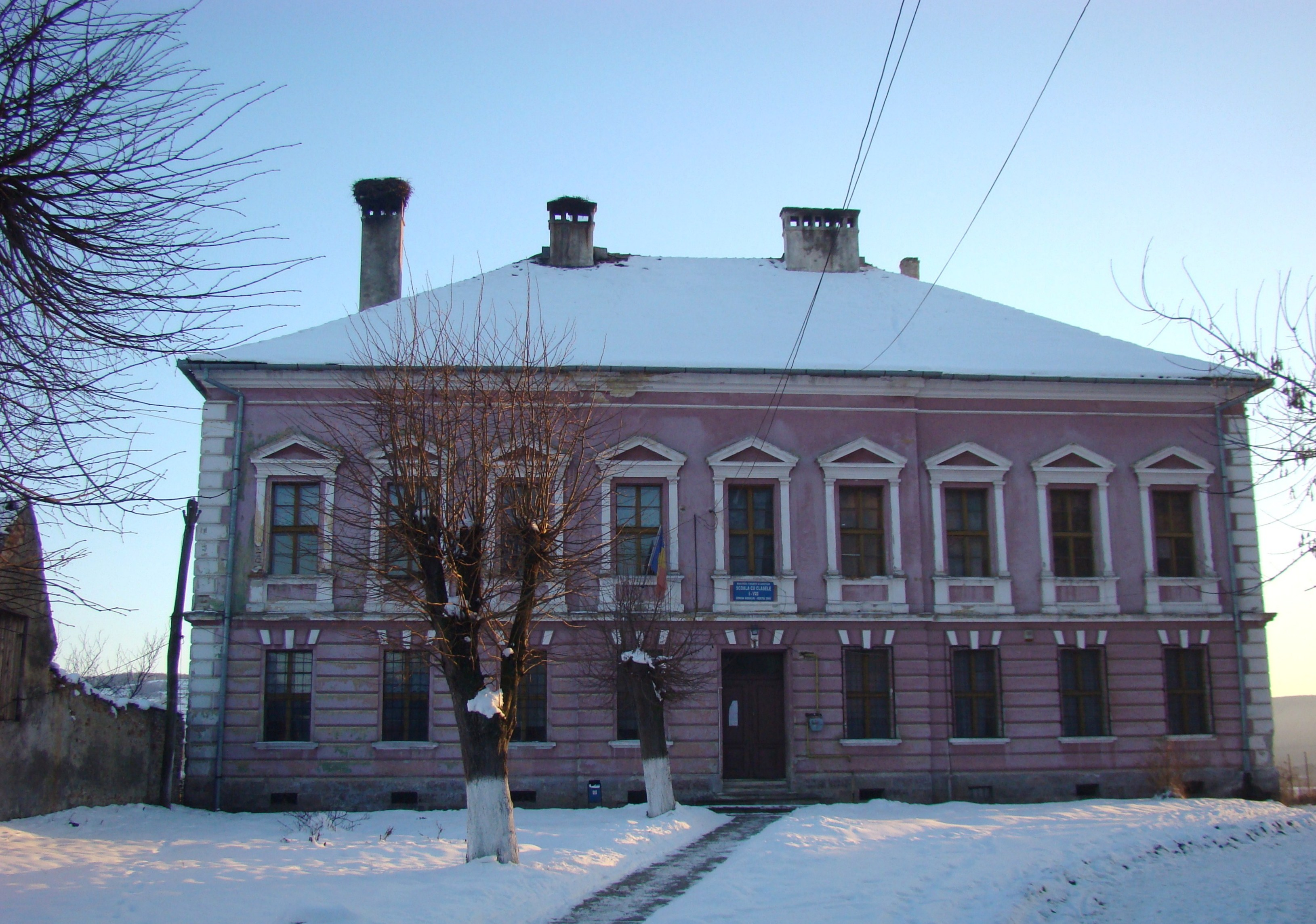
Școala
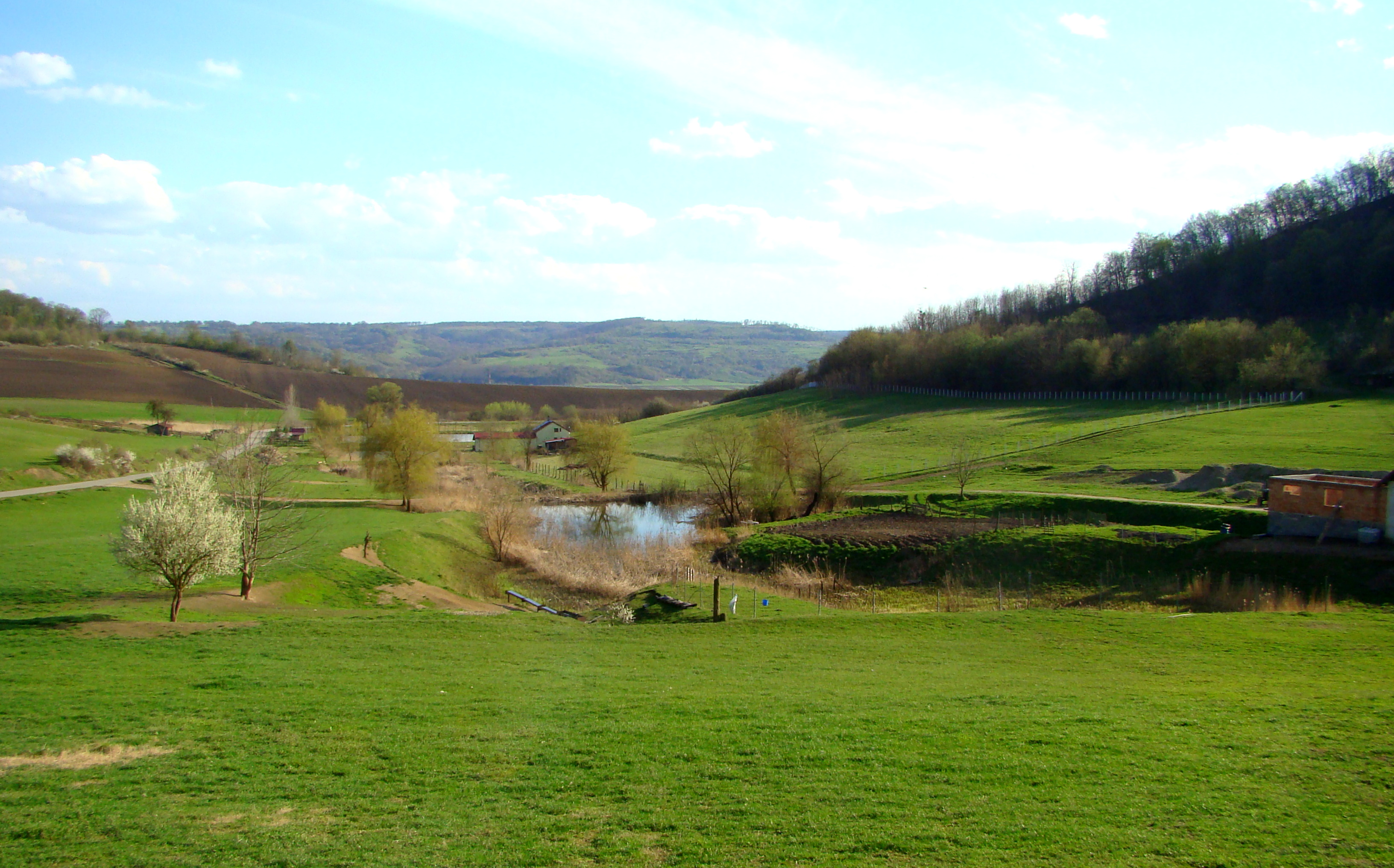
Lacurile din Hoghilag